# Spergula levis
Spergula levis là loài thực vật có hoa thuộc họ Cẩm chướng. Loài này được (Cambess.) D. Dietr. miêu tả khoa học đầu tiên năm 1840.